# 赭石庭
赭石庭（英語：Ochre Court）是一座大型城堡式宅邸，位于美国罗得岛州纽波特市。由委托人奥格登·高乐特，出资450万美元，修建于1892年。它仅次于附近的布里克尔宅邸，是纽波特的第二大宅邸。这两座建筑，与贝尔科特城堡（第三大公馆）和云石别墅一样，均由建筑师理查德·莫里斯·亨特设计。现在的拥有者是沙爾瓦瑞金納大學。